# Українська миротворча місія в Ліберії
Українська миротворча місія в Ліберії — участь Збройних Сил України у складі Місії ООН у Ліберії.
У складі Місії ООН у Ліберії, крім військового контингенту, також проходять службу 5 військовослужбовців українського національного персоналу: 2 військових спостерігача та 2 офіцери штабу Місії. З 14 лютого 2013 року діє 18-та ротація 56-го окремого вертолітного загону.
Завершена 10 лютого 2018.
За весь період миротворчої місії загинуло п'ять українських миротворців.

## Місія ООН у Ліберії
Місія ООН у Ліберії заснована відповідно до Резолюції Ради Безпеки ООН 1509 від 19 вересня 2003 року. Строк дії мандату — 1 рік. Резолюцією Ради Безпеки ООН 2066 (2012) мандат Місії ООН у Ліберії продовжено до 30 вересня 2013 року. Штаб місії розташований в столиці Ліберії — місті Монровія.

### Наявна чисельність Місії
8981 військовослужбовців, а саме:
- 7545 військовослужбовців у складі національних контингентів;
- 128 військових спостерігачів;
- 1308 представників цивільної поліції.

Крім цього до складу Місії входять:
- 468 осіб міжнародного цивільного персоналу;
- 991 особа місцевого персоналу;
- 228 волонтерів.

### Основні завдання Місії
- спостереження за дотриманням сторонами конфлікту угоди про припинення вогню;
- контроль за дотриманням прав людини;
- сприяння процесу роззброєння, демобілізації, реінтеграції та репатріації усіх учасників збройних формувань;
- забезпечення безпеки ключових урядових об'єктів;
- участь у реформуванні Збройних Сил та поліції Ліберії;
- забезпечення безпеки персоналу ООН та інших міжнародних організацій, захист цивільних осіб.

## Склад та зброя української місії

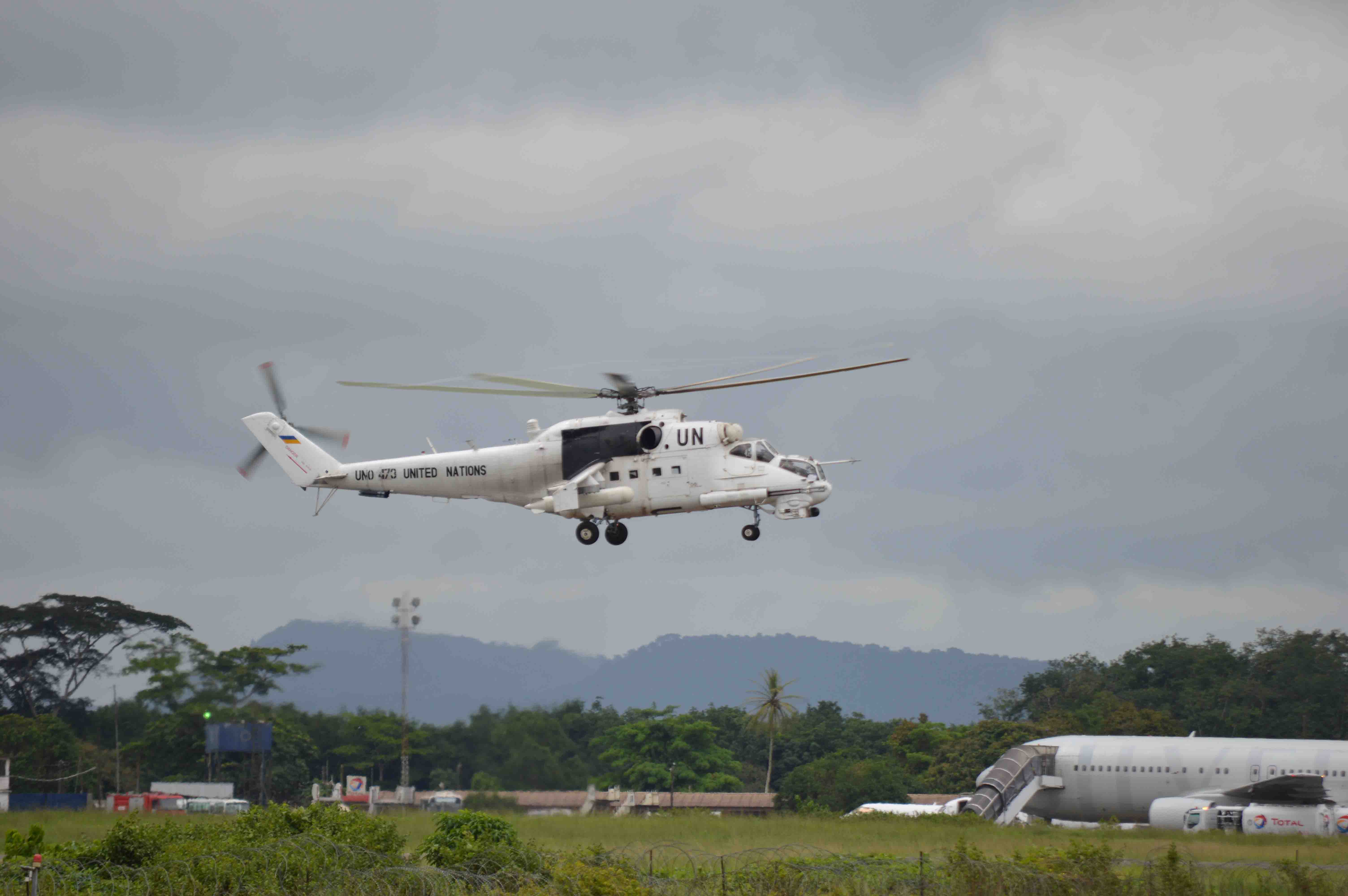
Мі-24 зі складу Національного контингенту у Ліберії

### Особовий склад контингенту
Штатна чисельність контингенту — 275 осіб
Чисельність за списком — 274 особи з них:
- офіцерів — 142 осіб;
- старшинського, сержантського та рядового складу — 132 осіб.

Структура контингенту:
- командування
- штаб з відповідними службами

Основні підрозділи:
- вертолітна ланка (Мі-8)
- вертолітна ланка (Мі-24)
- інженерно-авіаційна служба

Підрозділи забезпечення:
- рота аеродромно-технічного забезпечення
- вузол зв'язку
- метеорологічна група
- взвод охорони
- медичний пункт

### Основне озброєння
- бойові вертольоти Мі-24 — 3 одиниці
- транспортні вертольоти Мі-8МТ — 8 одиниць
- БТР-60ПБ — 1 одиниця
- БРДМ-2 — 3 одиниці
- автомобільна техніка — 51 одиниця
- причепи — 32 одиниці

## Місце розташування

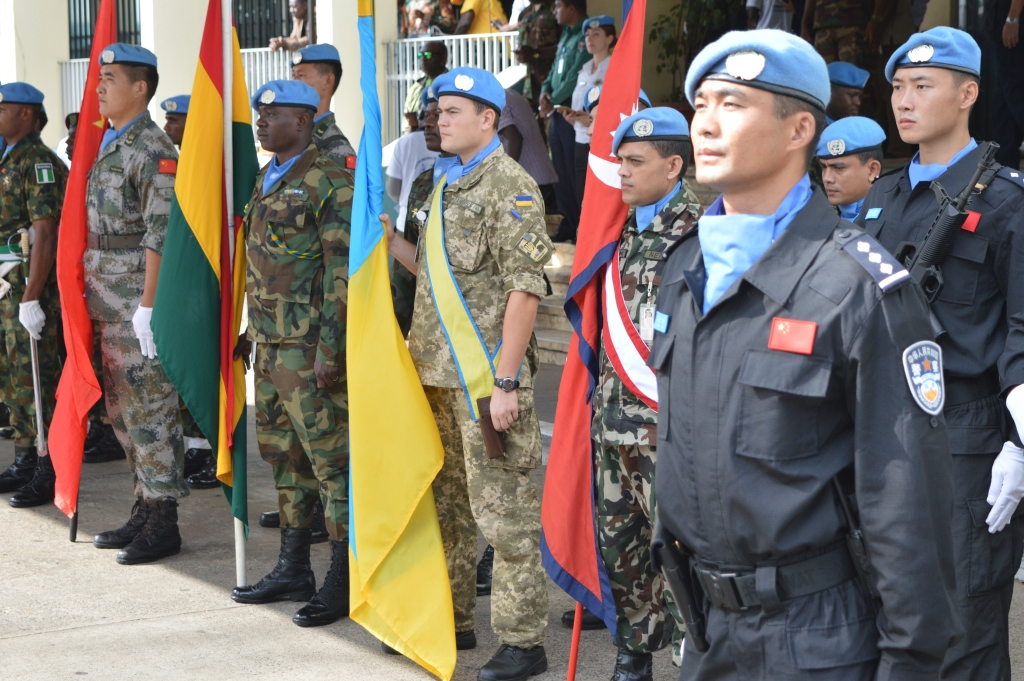
Національний контингент у Ліберії під час святкування Міжнародного дня миротворців ООН

Аеропорт Робертсфілд:
- особовий склад — 258 осіб
- Мі-8МТ — 7 одиниць
- вертольотів Мі-24 — 3 одиниці

Аеродром Грінвіл:
- особовий склад — 14 осіб
- вертольотів Мі-8МТ — 1 одиниця

Аеродром Зведру:
- особовий склад — 2 особи
- автомобільна техніка — 2 одиниці

## Втрати
- Старший прапорщик Онук Валентин Васильович (???-17.07.05) — Нещасний випадок